# 14 (album Davida Garretta)
14 to album Davida Garretta wydany w 2013 roku. 14 Garrett nagrał jako nastolatek w 1995 roku, lecz album został wydany dopiero w 2013.

## Lista utworów
1. La campanella (Paganini)
2. Il trillo del diavolo – 1. Larghetto affettuoso (Giuseppe Tartini)
3. Il trillo del diavolo – 2. Allegro  (Giuseppe Tartini)
4. Il trillo del diavolo – 3. Grave (Giuseppe Tartini)
5. Il trillo del diavolo – 4. Allegro assai (Giuseppe Tartini)
6. Humoresque op.101 no.7 (Antonín Dvořák)
7. Ave Maria (Franz Schubert)
8. Praeludium and Allegro in the style of Gaetano Pugnani (Fritz Kreisler)
9. None But The Lonely Heart, op.6, No.6 (Piotr Czajkowski)
10. Fantaisie Brillante op.20 (Henryk Wieniawski)
11. Liebesleid (Fritz Kreisler)
12. La Carpricieuse op.17 (Edward Elgar)
13. Kol Nidrei op. 47 (Max Bruch)